# Antipathes nilanduensis
Antipathes nilanduensis är en korallart som beskrevs av Cooper 1903. Antipathes nilanduensis ingår i släktet Antipathes och familjen Antipathidae.
Artens utbredningsområde är Indiska oceanen. Inga underarter finns listade i Catalogue of Life.